# NCAA Football 2003
NCAA Football 2003 est un jeu vidéo de sport (football américain) édité par EA Sports, sorti en 2002 sur Xbox, PlayStation 2 et GameCube.

## Accueil
- GameSpot : 8,5/10[1]